# Gare de Sorgues - Châteauneuf-du-Pape
Gare de Sorgues - Châteauneuf-du-Pape vasútállomás Franciaországban, Sorgues településen.

## Vasútvonalak
Az állomást az alábbi vasútvonalak érintik:
- Párizs–Marseille-vasútvonal
- Sorgues-Châteauneuf-du-Pape à Carpentras-vasútvonal
- Sorgues - Châteauneuf-du-Pape–Carpentras-vasútvonal

## Kapcsolódó állomások
A vasútállomáshoz az alábbi állomások vannak a legközelebb:
- Gare d’Avignon-Centre
- Gare de Bédarrides (TER 10)
- Gare d'Entraigues-sur-la-Sorgue